# Quitéria de Brácara Augusta
Quitéria de Brácara Augusta (Braga, c. 120 – Aire-sur-l'Adour, 22 de Maio de 135) é uma santa da religião cristã, que algumas fontes apontam como tendo origem lusitana. Terá sido martirizada na povoação de Aire-sur-l'Adour, na Aquitânia. Muita da sua vida encontra-se ainda envolta em aspetos lendários.

## Biografia
Existem várias versões da lenda de Santa Quitéria, incluindo versões portuguesas, espanholas e francesas. O monge beneditino, Frei Bento da Ascensão, declara que Quitéria terá nascido por volta de 120 em Bracara Augusta, atual cidade de Braga.
Conta a lenda que Quitéria foi uma das nove filhas de Lúcio Caio Atílio Severo e Cálcia Lúcia, nascidas de parto único, numa ocasião em que o seu pai, régulo de uma província romana, acompanhava o imperador Adriano em viagem pela Península Ibérica. Cálcia, considerando o parto agoirento e de forma a evitar suspeições de infidelidade, ordenou que Cita (ou Zita), criada da família, cristã oculta e única testemunha do parto, matasse as nove crianças. Mas, movida pelos sentimentos cristãos de piedade e amor ao próximo, Cita desobedeceu à patroa entregando as meninas ao arcebispo de Braga, Santo Ovídio, que as baptizou e encomendou o seu cuidado e educação a diversas famílias cristãs, tudo às suas expensas.
Anos mais tarde, tomando conhecimento da existência das suas filhas e estando comprometido com um cortesão de nome Germano, desejou que a filha Quitéria com ele se casasse. Ante a recusa da filha, Lúcio Caio ordenou Germano que a matasse, execução esta perpetrada pelo próprio no dia 22 de maio do ano de 135.
Conta-se que os soldados que a prenderam ficaram cegos. Diz ainda a tradição que após ter a cabeça decepada, Quitéria tomou-a em suas mãos e caminhou até a cidade vizinha onde caiu e foi sepultada.

## Galeria

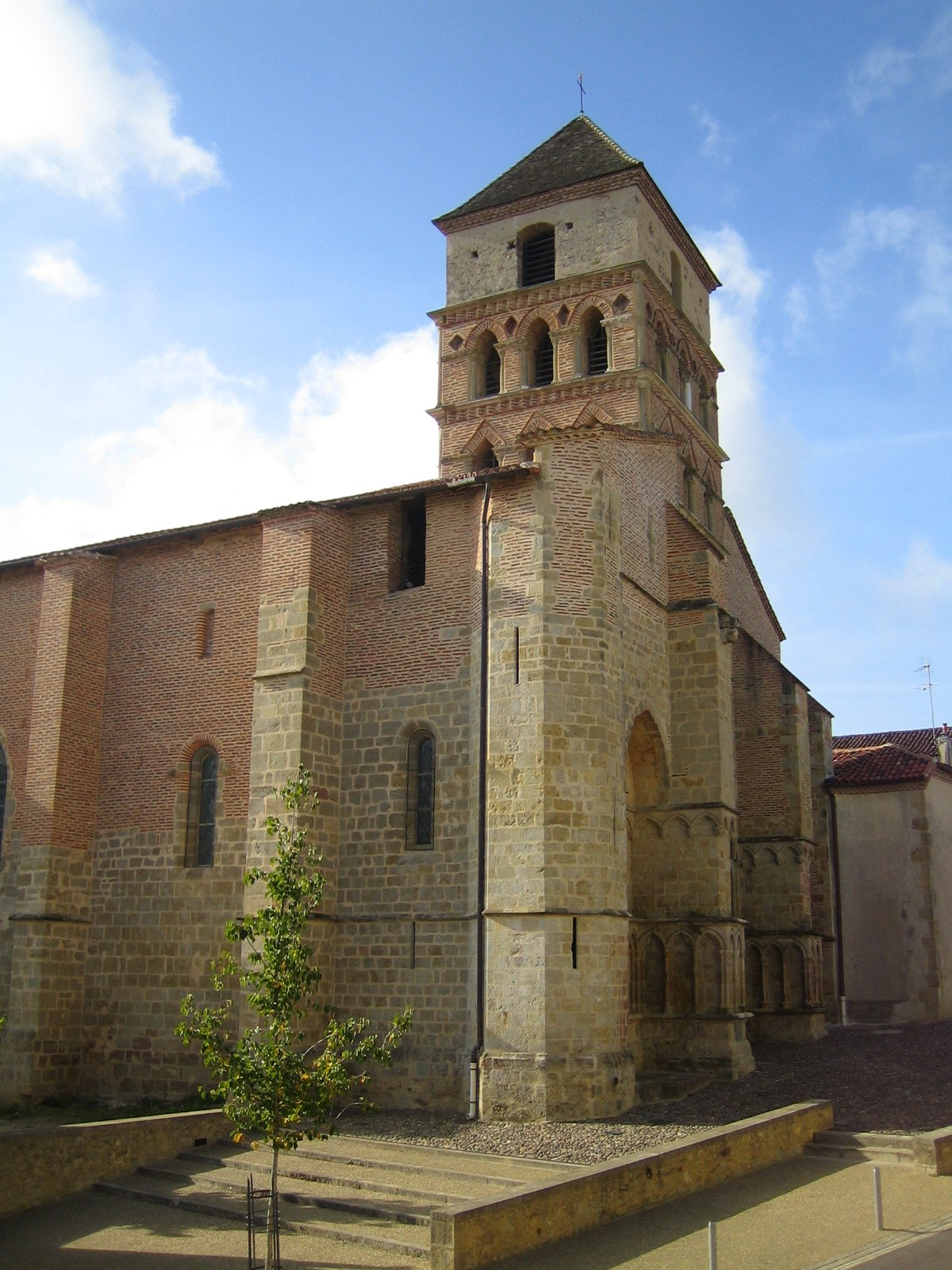
Igreja de Santa Quitéria em Aire-sur-l'Adour, França.
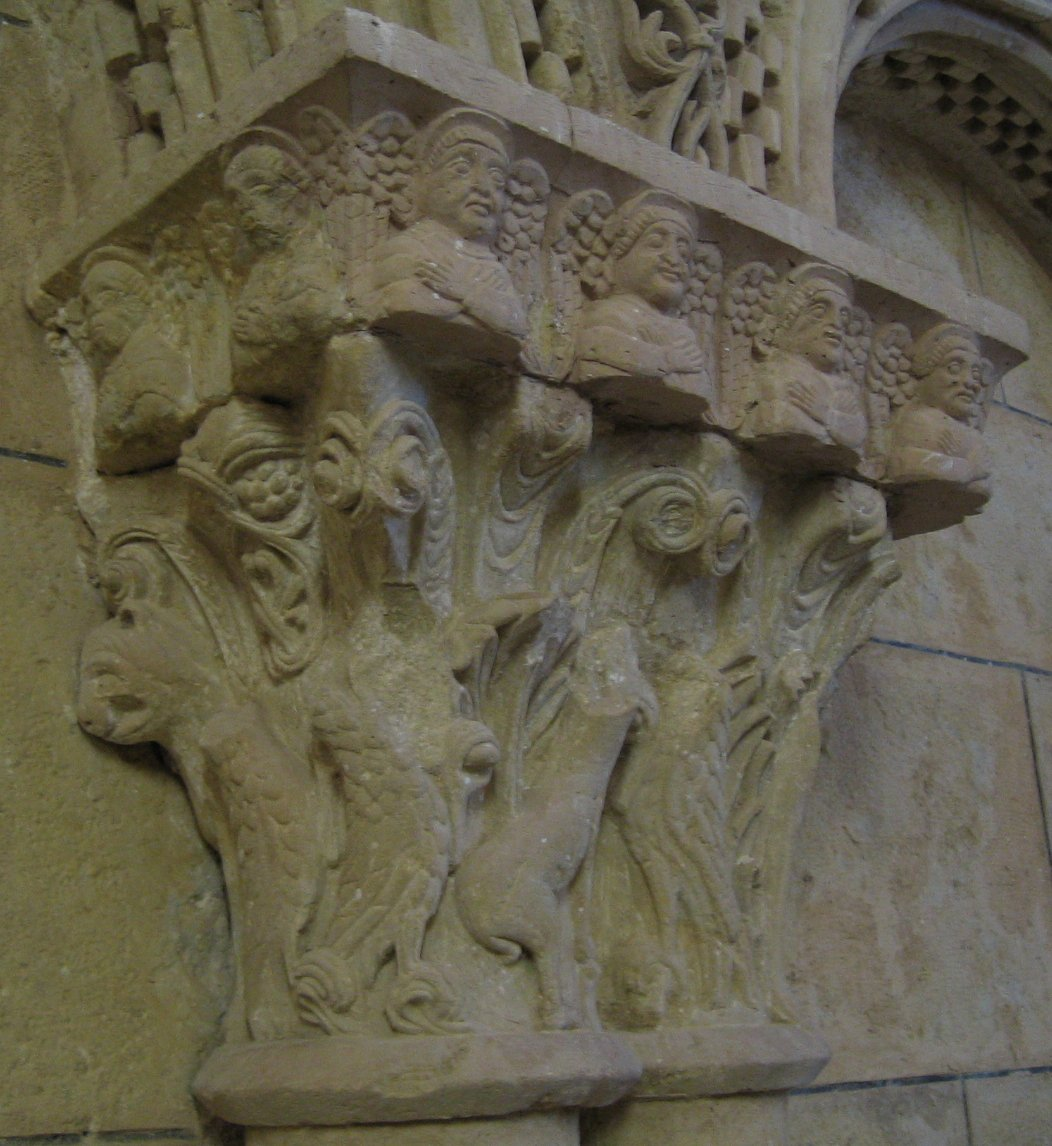
Arquitetura da Igreja de Santa Quitéria na França.
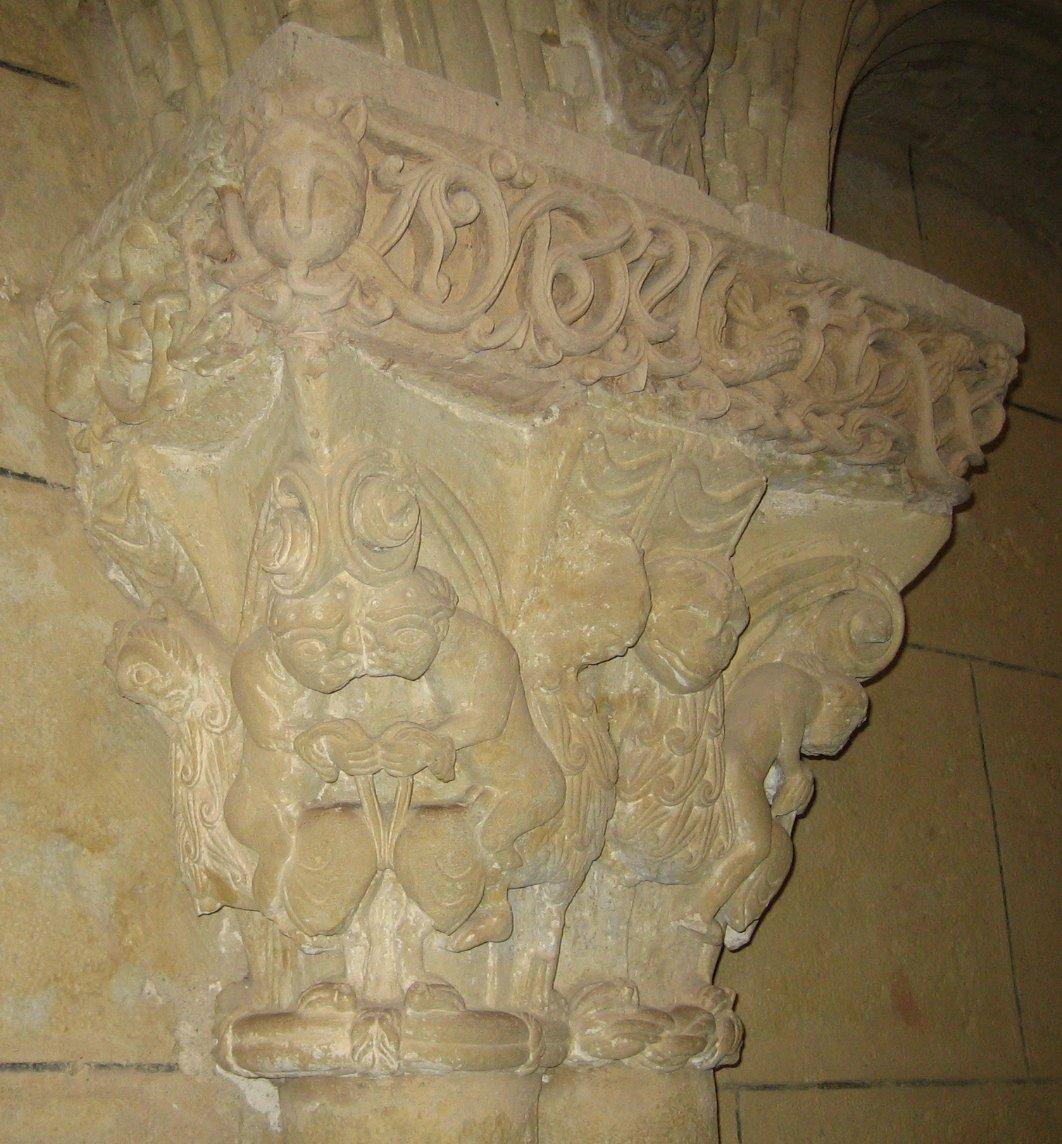
Detalhes da igreja de Santa Quitéria na França.
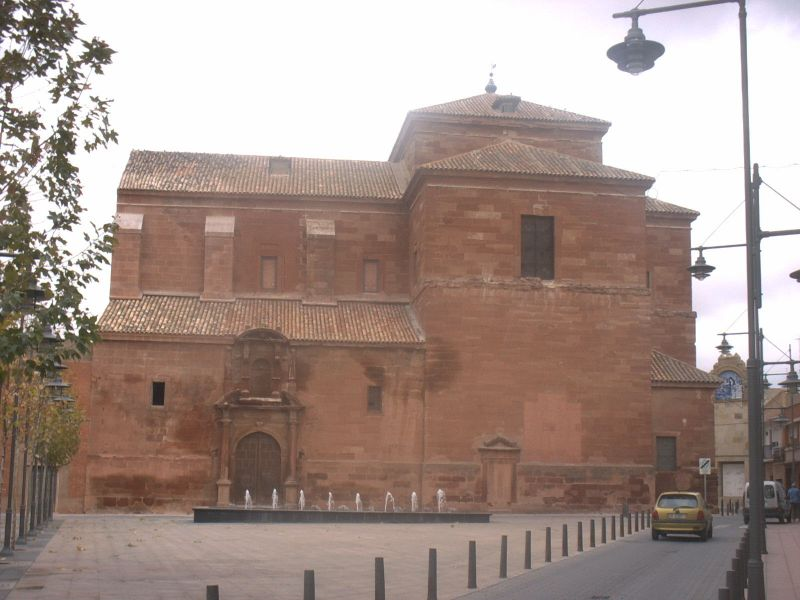
Igreja de Santa Quitéria em Alcázar de San Juan, Espanha.
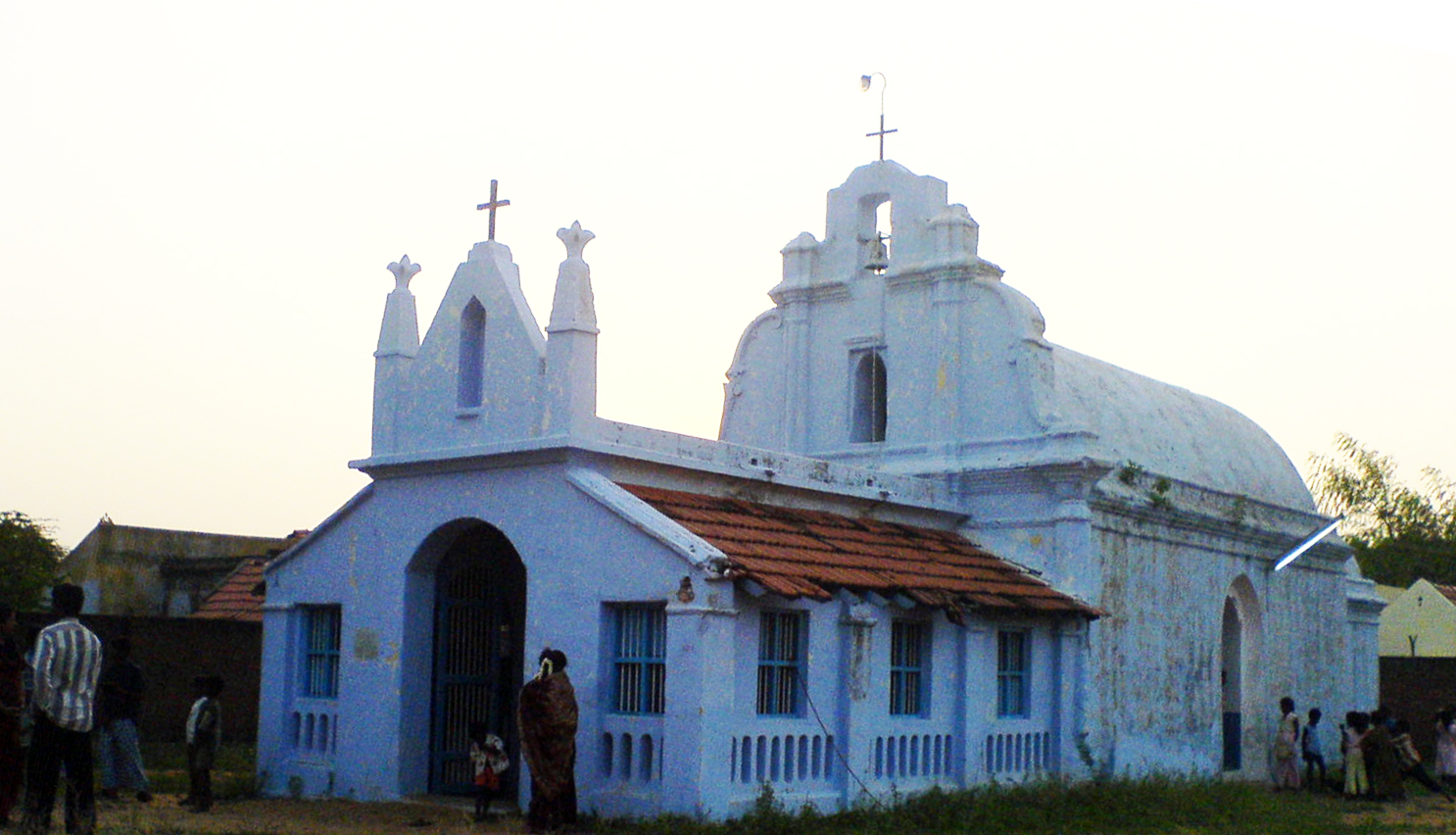
Igreja de Santa Quitéria em Manakarai, na India.
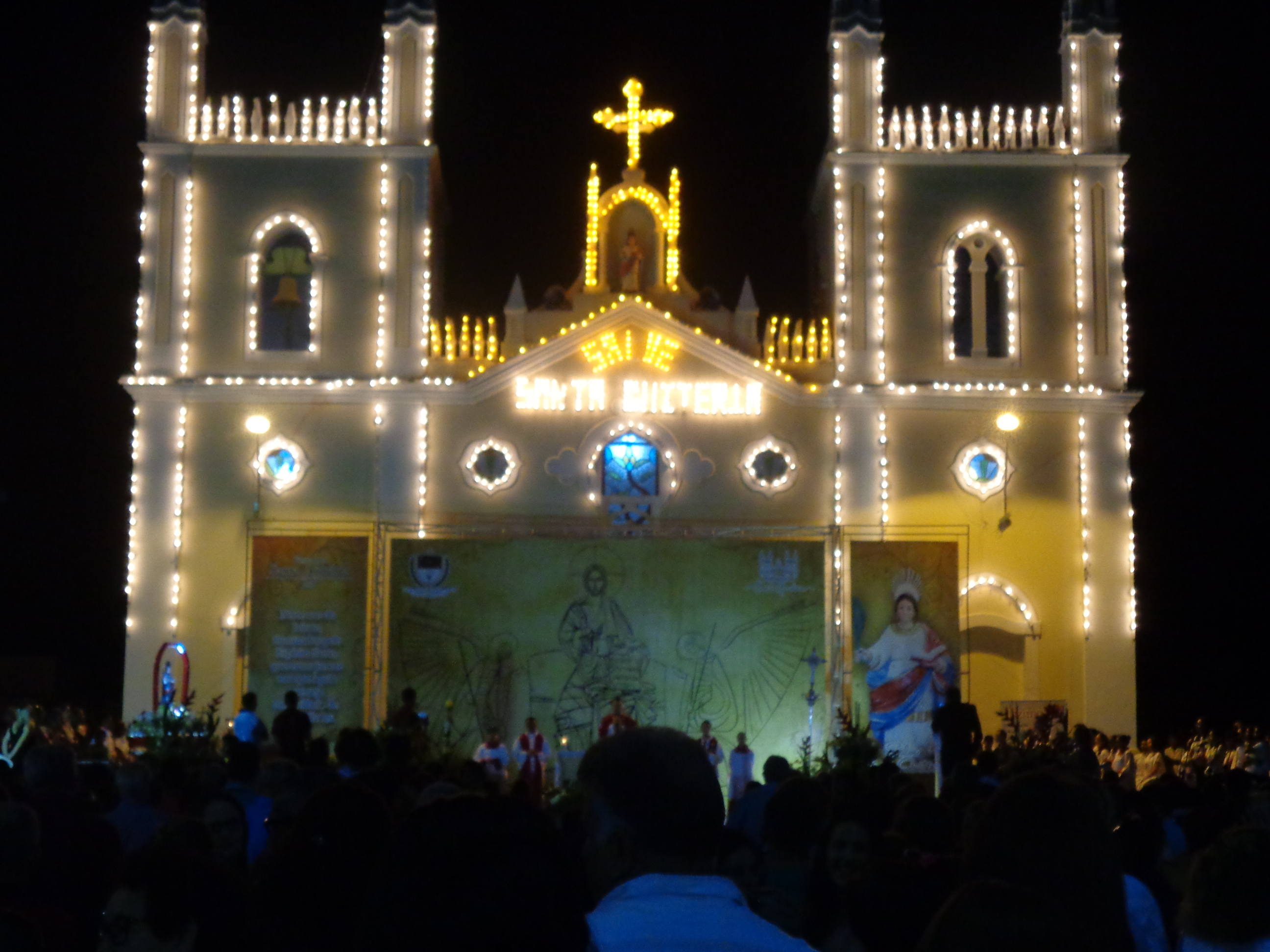
Igreja Matriz de Santa Quitéria (Ceará), Brasil